# Sainte-Aulde
Sainte-Aulde ist eine französische Gemeinde mit 692 Einwohnern (Stand: 1. Januar 2022) im Département Seine-et-Marne in der Region Île-de-France. Sie gehört zum Arrondissement Meaux und zum Kanton La Ferté-sous-Jouarre.
Die Einwohner werden Saintaldais genannt.

## Geographie
Sainte-Aulde liegt etwa 21 Kilometer ostnordöstlich von Meaux. Die Marne begrenzt die Gemeinde im Süden.

### Nachbargemeinden
Umgeben ist Sainte-Aulde von den Gemeinden Dhuisy im Norden und Nordwesten, Montreuil-aux-Lions im Norden und Nordosten, Bézu-le-Guéry im Osten, Méry-sur-Marne im Südosten, Luzancy im Süden sowie Chamigny im Süden und Westen.

## Bevölkerungsentwicklung
| Jahr      | 1962 | 1968 | 1975 | 1982 | 1990 | 1999 | 2006 | 2017 |
| Einwohner | 240  | 227  | 268  | 326  | 491  | 516  | 604  | 680  |

## Sehenswürdigkeiten
- Kirche Sainte-Aulde aus dem 12. Jahrhundert

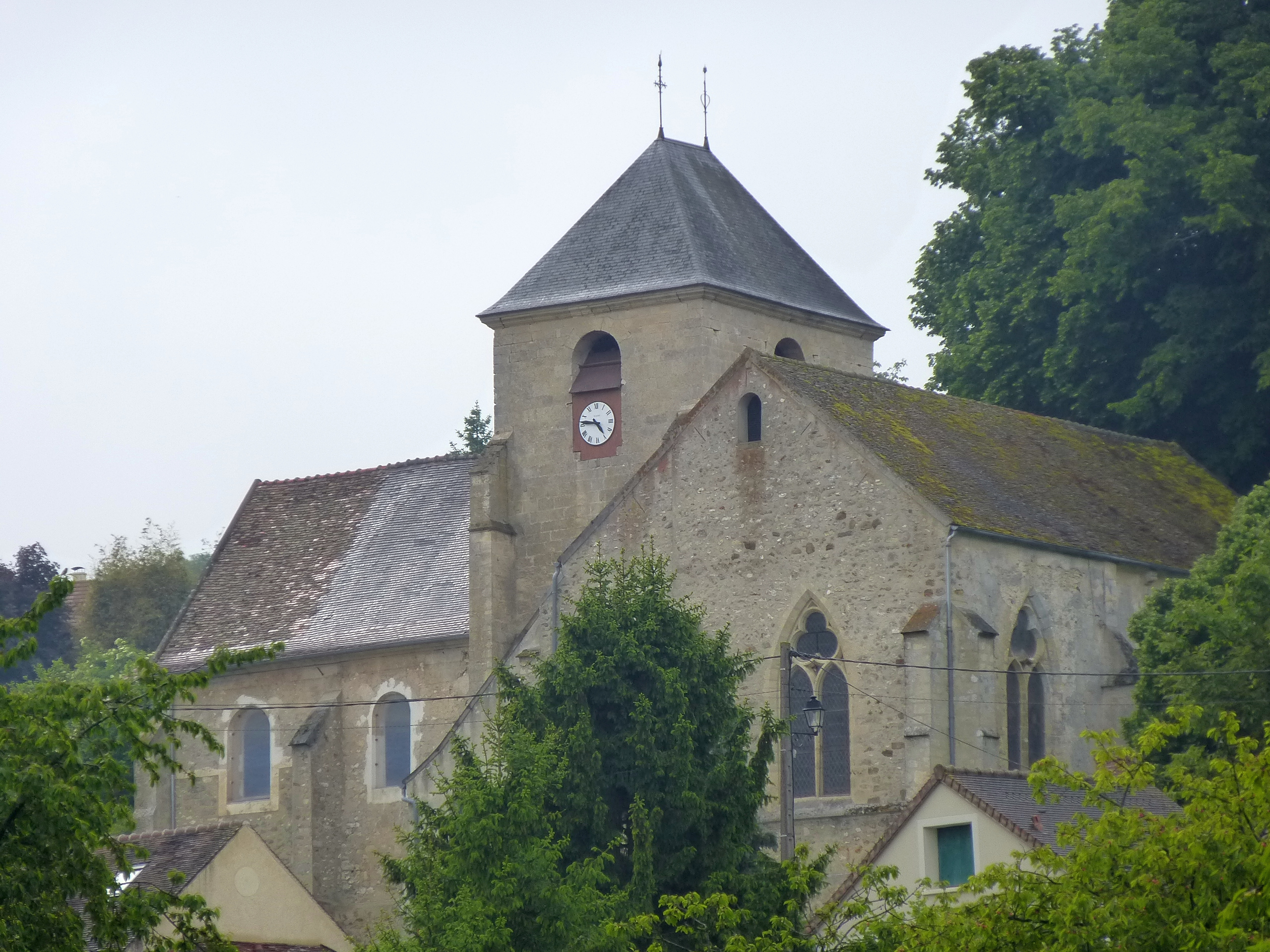
Kirche Sainte-Aulde